# Danh sách lưu phái võ thuật Trung Hoa
Dưới đây là danh sách các lưu phái võ thuật Trung Hoa:
- Thiếu Lâm phái (少林派)
- Võ Đang phái (武当派)
- La hán quyền (羅漢拳)
- Lục hợp quyền (六合拳)
  - Thương Châu lục hợp quyền (滄洲六合拳)
- Thái cực quyền (太极拳)
  - Trần thức Thái cực quyền (陈氏太极拳)
  - Dương thức Thái cực quyền (杨氏太极拳)
  - Võ thức Thái cực quyền (武氏太极拳)
  - Ngô thức Thái cực quyền (吴氏太极拳)
  - Tôn thức Thái cực quyền (孙氏太极拳)
  - Hòa thức Thái cực quyền (和氏太极拳)
  - Bát quái Thái cực quyền (八卦太极拳)
  - Hốt lôi Thái cực quyền (忽雷太极拳)
- Tâm ý quyền (心意拳)
  - Tâm ý lục hợp quyền (心意六合拳)
  - Tâm ý quyền phái Thượng Hải (上海派心意拳)
  - Tâm ý quyền phái Hà Nam (河南派心意拳)
  - Sơn Tây Đái thị Tâm ý quyền (山西戴氏心意拳)
- Hình ý quyền (形意拳)
  - Hình ý quyền họ Tống (宋氏形意拳)
  - Hình ý quyền họ Thượng (尚氏形意拳)
  - Hình ý quyền họ Xa (车氏形意拳)
- Ý quyền (意拳) hay Đại thành quyền (大成拳)
- Lục hợp bát pháp quyền (六合八法拳) hay Thủy quyền (水拳)
- Bát quái chưởng (八卦掌)
  - Bát quái chưởng họ Doãn (尹氏八卦掌)
  - Bát quái chưởng họ Trình (程氏八卦掌)
  - Bát quái chưởng họ Lương (梁氏八卦掌)
  - Bát quái chưởng họ Sử (史氏八卦掌)
  - Bát quái chưởng họ Tống (宋氏八卦掌)
  - Bát quái chưởng họ Phàn (樊氏八卦掌)
  - Bát quái chưởng họ Lưu (劉氏八卦掌)
  - Bát quái chưởng họ Trương (張氏八卦掌)
  - Cao thức Bát quái chưởng (高式八卦掌)
  - Bát quái chưởng họ Phó (傅氏八卦掌)
- Nam quyền (南拳)
  - Vịnh xuân quyền (咏春拳)
  - Hồng quyền (洪拳)
  - Thái Lý Phật (蔡李佛)
  - Bạch hạc quyền (白鹤拳)
- Đường lang quyền (螳螂拳)
  - Bắc Đường lang quyền (北螳螂拳)
    - Mai hoa Đường lang quyền (梅花螳螂拳)
    - Thất tinh Đường lang quyền (七星螳螂拳)
    - Lục hợp Đường lang quyền (六合螳螂拳)
    - Thái cực Đường lang quyền (太極螳螂拳)

  - Nam Đường lang quyền (南螳螂拳)
- Thông bối quyền (通背拳) hay là Thông tý quyền (通臂拳)
  - Ngũ hành thông bối quyền (五行通背拳)
  - Kỳ gia thông bối quyền (祁家通背拳)
- Tam hoàng pháo chủy môn (三皇炮捶門)
- Phách quải quyền (劈挂拳)
- Đại thánh Phách quải quyền (大聖劈挂拳)
- Yến Thanh quyền (燕青拳) hay Mê Tung quyền (迷踪拳)
- Sáp quyền (插拳) hay Tra quyền (查拳)
- Bát cực quyền (八極拳)
- Trường gia quyền (萇家拳)
- Ưng trảo phiên tử quyền (鷹爪翻子拳)
- Ưng trảo công (鷹爪功)
- Tự nhiên môn (自然門)
- Lư thị kết cấu (卢氏结构)
- Chuyển khí tâm pháp (转气心法)
- Võ thuật Lý Hiền Khang (李贤康武术学)
- Quỹ tích quyền (轨迹拳学)
- Võ thuật hiện đại (现代武学)
- Triệt quyền đạo (截拳道)
- Đàm thối (谭腿)
- Nga Mi (võ phái)